# Never Ending Tour
Never Ending Tour (talvolta indicato con la sigla NET) è il nome con cui viene comunemente chiamata la tournée senza fine intrapresa da Bob Dylan il 7 giugno 1988. Dylan ha attribuito molta della versatilità dei suoi spettacoli di questo periodo al talento della sua band, in continua evoluzione nel corso degli anni, con la quale ha registrato gli album Love and Theft (2001), Modern Times (2006), Together Through Life (2009), Tempest (2012) e Rough and Rowdy Ways (2020).
L'abilità e la continuità di Dylan nel fare concerti non diminuiscono con il passare del tempo: ha tenuto infatti 99 performance nel 2006, 102 nel 2010 e 85 nel 2013. Secondo il sito bjorner.com, il database più affidabile per ogni ricerca riguardante il cantautore, Dylan ha suonato la sua duemillesima data del Never Ending Tour il 16 ottobre 2007 a Dayton, in Ohio. Negli anni recenti i tour nordamericani estivi di Dylan hanno toccato i luoghi della Minor League Baseball.. Al dicembre 2013, anno che ha segnato il 25º anniversario del Never Ending Tour, Dylan aveva suonato 2565 concerti. Ha raggiunto quota 2600 il 9 luglio 2014, con la performance ad Aarhus, in Danimarca. Ha raggiunto quota 3000 il 19 aprile 2019, a Innsbruck.
A fine maggio 2019, il Never Ending Tour raggiunge quota 3011 show. Nell'autunno 2019, dopo un tour europeo primaverile e un tour europeo estivo, Bob Dylan tiene una lunga serie di show negli Stati Uniti che culmina in dieci serate al Beacon Theatre di New York tra il 23 novembre e il 6 dicembre. L'8 dicembre 2019 Bob Dylan tiene l'ultimo show dell'anno 2019, a Washington DC. Si tratta del 3064º concerto ufficiale del Never Ending Tour, il 77º del 2019 e l'ultimo show di Dylan prima dello scoppio della pandemia da COVID-19. Esso può anche essere considerato l'ultimo concerto dell'ultratrentennale Never Ending Tour, dal momento che nel settembre 2021 Bob Dylan annuncia l'inizio del Rough and Rowdy Ways World Wide Tour 2021-2024, tournée che segue l'uscita del suo album in studio del 2020 e che prende il via il 2 novembre 2021 a Milwaukee.

## Il nome
Il nome del tour è stato coniato dal giornalista Adrian Deevoy nell'intervista con Dylan al magazine Q del dicembre 1989. Il critico Michael Gray ascoltò la registrazione dell'intervista, e in The Bob Dylan Encyclopedia scrive che, benché nell'articolo di Deevoy il nome esca dalla bocca di Dylan, in realtà è stato Deevoy a suggerirlo:
Dylan ha sempre avuto scarsa considerazione dell'etichetta Never Ending Tour. Nelle note dell'album World Gone Wrong (1993) ha scritto:
«Non stupitevi per le chiacchiere sul Never Ending Tour. C'è stato un Never Ending Tour ma è finito nel '91, quando il chitarrista G.E. Smith se n'è andato. Quel tour è finito da un pezzo, ma ce ne sono stati molti altri da allora. "The Money Never Runs Out Tour" (autunno '91), "Southern Sympathizer Tour" (inizio '92), "Why Do You Look at Me So Strangely Tour" (Europa '92), "The One Sad Cry of Pity Tour" (Australia & West Coast americana '92), "Outburst of Consciousness Tour" ('92), "Don't Let Your Deal Go Down Tour" ('93) & troppi altri per poterli menzionare tutti col loro carattere & progetto».
Il tour si è inaspettatamente interrotto nel maggio del 1997. Dylan annullò tutte le esibizioni in programma dopo la scoperta di una infezione al cuore che poteva anche risultargli fatale. Il tour programmato per giugno in Europa venne cancellato prima dell'uscita dell'album Time Out of Mind, per dare a Dylan il tempo di ristabilirsi. Nel 2001, in un'intervista a Thomas Zeidler rilasciata alla stampa austriaca, il giornalista viennese rivelò che Dylan temeva che in futuro avrebbe potuto essere impossibilitato a calcare la strada. L'interruzione del tour dal 3 maggio al 3 agosto 1997 risulta il periodo più lungo lontano da un palco per Dylan durante il Never Ending Tour in un anno solare. L'anno che ha visto il minor numero di concerti è quello iniziale, il 1988 (71); quello che ne ha visti di più è il 1999 (119). A seguito della pandemia da COVID-19, Dylan non ha suonato uno show per quasi due anni, dall'8 dicembre 2019, a Washington DC, al 2 novembre 2021, a Milwaukee.

## L'introduzione
Dal 15 agosto 2002 al 12 aprile 2012 Dylan è stato introdotto all'inizio dei suoi concerti dall'annuncio di un membro del personale:
Questa introduzione venne adattata da un articolo su Dylan apparso in un giornale locale, il The Buffalo News, il 9 agosto 2002.

## Pubblicazioni, trasmissioni e libri
L'unico concerto del Never Ending Tour pubblicato ufficialmente è stato quello di MTV Unplugged, uscito nel 1995 ma registrato nel 1994 appositamente per l'emittente televisiva americana e per questo non conteggiato nel computo annuale degli show.
I fan, specialmente su internet, scambiano, catalogano e vendono bootleg dei concerti più o meno allo stesso modo di quanto avviene per altri artisti come Phish e The Grateful Dead. Una spiegazione di questo fenomeno sta nel fatto che Dylan tiene concerti sempre diversi uno dall'altro, rielaborando sistematicamente il proprio materiale, stravolgendo totalmente gli arrangiamenti originali dei suoi brani e talvolta persino modificando alcune parti dei loro testi.
In generale, ogni show si differenzia da un altro non solo per la scaletta o l'interpretazione, ma anche per tanti piccoli accorgimenti che Dylan e la sua band impongono a ogni singola canzone.
Nel 2005 il sito amazon.com ha trasmesso un concerto del Never Ending Tour nella sua homepage come celebrazione del suo decimo anniversario. All'interno del Bootleg Series Vol. 8: Tell Tale Signs (Rare & Unreleased 1989-2006), pubblicato nel 2008, sono contenuti alcuni brani tratti da show del Never Ending Tour. Nel corso degli anni, alcuni brani registrati in concerto nel corso del NET sono stati resi disponibili sul sito ufficiale di Bob Dylan o utilizzati come b-side di singoli.
Per quanto riguarda la produzione cartacea, Andrew Muir è l'autore del libro Razor's Edge: Bob Dylan and the Never Ending Tour, pubblicato nel settembre del 2001. Il libro tenta di dare una cronaca dei primi quindici anni del Never Ending Tour. Nel 2013 Muir ha aggiornato "Razor's Edge" dando alle stampe "One More Night: Bob Dylan's Never Ending Tour", che si propone di ricoprire il racconto del tour dai suoi inizi nel 1988 fino al 2011.

## La band
Il gruppo che segue Bob Dylan è cambiato spesso nel corso degli anni, mantenendo tuttavia una conformazione piuttosto stabile nel numero degli elementi (generalmente dai quattro ai sei) e nella varietà degli strumenti. Dal novembre 1994 il cantautore americano ha dismesso l'utilizzo del supporto per armonica, la cui ultima apparizione risale proprio al concerto unplugged registrato per l'emittente americana MTV. Dal 2003, Dylan si presenta sul palco suonando solamente una tastiera con la sonorità del piano, abbandonando quasi del tutto la chitarra, che suona molto di rado sia nel 2003 che nel 2004. Nel 2005 Dylan suona solamente tastiera e armonica. Nel 2006, la tastiera viene sostituita da un organo KORG CX3, che lascerà il palco solo alla fine del tour del 2012. Nel 2006, Dylan non imbraccia mai la chitarra. Nel 2007 riprende a suonarla piuttosto regolarmente, solitamente per due, tre o quattro canzoni a concerto, utilizzando quasi unicamente l'elettrica. L'ultima performance pubblica di Dylan alla chitarra acustica durante il Never Ending Tour risale al concerto di St. Louis del 22 ottobre 2007. Si è presentato con una chitarra acustica alla performance privata tenuta alla Casa Bianca per la cerimonia di insediamento del presidente degli Stati Uniti Barack Obama nel gennaio 2010.
Nel 2008, Dylan suona la chitarra elettrica soltanto nei concerti autunnali. Nell'autunno del medesimo anno, Dylan inizia anche a eseguire alcuni brani al centro del palco, suonando l'armonica o cantando soltanto, pratica che diverrà abituale dal 2009 in avanti. Al concerto di Parma del 18 giugno 2010 Dylan suona la chitarra elettrica addirittura in sei brani. Dal 30 giugno 2012 Dylan incorpora un pianoforte acustico Yamaha sul palco. Nel corso del resto dell'anno utilizza sia organo che pianoforte e di tanto in tanto suona anche la chitarra elettrica. L'organo KORG CX3 scompare dal palco dopo l'ultimo concerto del 2012. Dylan non suona mai la chitarra tra 2013 e 2015, restando sempre al pianoforte, utilizzando l'armonica e cantando alcune canzoni in piedi al centro del palco. Tra 2016 e 2018 imbraccia l'elettrica in sei concerti: in due show del 2016 per una canzone, in tre show del 2017 sempre per una sola canzone, e nello show di Seoul del 27 luglio 2018 per due canzoni. Per grossa parte del 2019, Dylan siede al pianoforte per l'intero concerto, suona di tanto in tanto l'armonica e solo talvolta si porta in piedi al centro del palco.
Nella tournée autunnale del 2019, Dylan ricomincia a suonare con continuità la chitarra per un brano o due, tra cui quello d'apertura, in concerti composti quasi sempre da diciannove canzoni. Attualmente la band è composta da:
- Bob Dylan — voce, chitarra, pianoforte, armonica a bocca
- Donnie Herron — steel guitar, mandolino elettrico, banjo, violino
- Charlie Sexton — chitarra solista
- Tony Garnier — basso
- George Receli — batteria, percussioni

Fino al 28 agosto 2018 a questa formazione si aggiungeva anche il chitarrista Stu Kimball, che dall'ottobre dello stesso anno non fa più parte del gruppo.
In un'intervista a Rolling Stone del settembre 2006, Dylan disse della sua band:
( Bob Dylan - L'intervista di Rolling Stone di Jonathan Lethem - settembre 2006, su maggiesfarm.it. URL consultato il 23.05.2008.)

## I tour per anno
Tra parentesi, il numero di concerti tenuti nell'anno preso in considerazione.
- NET 1988 (71)
- NET 1989 (99)
- NET 1990 (93)
- NET 1991 (101)
- NET 1992 (92)
- NET 1993 (80)
- NET 1994 (104)
- NET 1995 (116)
- NET 1996 (86)
- NET 1997 (94)
- NET 1998 (110)

- NET 1999 (119)
- NET 2000 (112)
- NET 2001 (106)
- NET 2002 (107)
- NET 2003 (98)
- NET 2004 (111)
- NET 2005 (113)
- NET 2006 (99)
- NET 2007 (98)
- NET 2008 (97)
- NET 2009 (97)

- NET 2010 (102)
- NET 2011 (89)
- NET 2012 (86)
- NET 2013 (85)
- NET 2014 (92)
- NET 2015 (87)
- NET 2016 (75)
- NET 2017 (84)
- NET 2018 (84)
- NET 2019 (77)